# Вилетта, Сандро
Сандро Вилетта (фр. Sandro Viletta, род. 23 января 1986 года, Вац) — швейцарский горнолыжник, олимпийский чемпион 2014 года в суперкомбинации.
В Кубке мира Вилетта дебютировал в 2006 году, в декабре 2008 года первый раз попал в десятку лучших на этапе Кубка мира, в комбинации. Всего имеет одно попадание в тройку лучших на этапах Кубка мира — победа в супергиганте в американском Бивер-Крике в декабре 2011 года. Лучшим достижением в общем зачёте Кубка мира является для Вилетты 45-е место в сезоне 2014/15.
На Олимпиаде-2010 в Ванкувере, стартовал в трёх дисциплинах: комбинация - 14-е место, гигантский слалом - 15-е место, слалом - не финишировал.
На Олимпийских играх в Сочи сенсационно стал чемпионом в суперкомбинации — ранее на этапах Кубка мира Сандро лишь раз попадал в тройку лучших, это было в декабре 2011 года в супергиганте.
За свою карьеру участвовал в трёх чемпионатах мира, лучший результат 5-е место в комбинации на чемпионате мира 2013 года.
Из-за травм коленей прекратил выступления в 2016 году, в 2018 году объявил о завершении карьеры.
Использовал лыжи и ботинки производства фирмы Salomon.

## Победы на этапах Кубка мира (1)
| № | Сезон   | Дата       | Место      | Дисциплина  |
| - | ------- | ---------- | ---------- | ----------- |
| 1 | 2011/12 | 3 дек 2011 | Бивер-Крик | Супергигант |